# Suisse aux Jeux paralympiques d'hiver de 2018
La Suisse participe aux Jeux paralympiques d'hiver de 2018 à Pyeongchang, en Corée du Sud, du 9 mars au 18 mars 2018.

## Délégation
L’équipe est composée de 13 athlètes : 
- en ski alpin : Michael Brügger, Robin Cuche, Théo Gmür, Christoph Kunz, Murat Pelit, Thomas Pfyl et Stephani Victor ;
- en ski de fond : Luca Tavasci ;
- en curling en fauteuil : Beatrix Blaudel, Marcel Bodenmann, Hans Burgener, Claudia Hüttenmoser et Felix Wagner.

Lors de la cérémonie d’ouverture, le porte-drapeau de la délégation est Felix Wagner. L'objectif de Swiss Paralympic est d'obtenir trois médailles.

## Médaillés
| Sport                   | Discipline          | Athlète(s) | Performance   | Date         |
| Médailles d'or : 3      |                     |            |               |              |
| Ski alpin               | Descente debout     | Théo Gmür  | 1 min 25 s 45 | 10 mars 2018 |
| Ski alpin               | Super G debout      | Théo Gmür  | 1 min 24 s 83 | 11 mars 2018 |
| Ski alpin               | Slalom géant debout | Théo Gmür  | 2 min 12 s 47 | 17 mars 2018 |
| Médailles d'argent : 0  |                     |            |               |              |
| Médailles de bronze : 0 |                     |            |               |              |